# 納帕皮革
納帕皮革（Nappa leather）是一種以其柔軟觸感而聞名的皮革，源自具有柔軟皮毛的小牛皮、羔羊皮和小山羊皮，通常用於家具、服裝、手袋、汽車座椅和鞋子等皮革產品。它是皮革界的通用術語，沒有明確的表徵測試。這種皮革得名自美國加州的納帕谷，其製作工藝是由為索耶製革公司（Sawyer Tanning Company）工作的德國制革工人伊曼紐·馬納斯（Emanuel Manasse）所發明。

## 伸延閱讀
- B Ellis (1921), Gloves & Glove Trade, page 58,